# Микола (Семенишин)
Микола Семенишин (нар. 29 травня 1982, Глибоке) — український греко-католицький єпископ, 27 жовтня 2022 року призначений єпископом-помічником Івано-Франківської архиєпархії УГКЦ. 15 лютого 2023 відбулась його хіротонія.

## Життєпис
Микола Семенишин народився 29 травня 1982 року в селі Глибоке Богородчанського району Івано-Франківська області. Навчався у Глибоківській та Богородчанській загальноосвітній школах, де у 1999 році здобув повну загальну середню освіту. У 1999—2005 роках навчався в Івано-Франківській духовній семінарії. У 2005—2008 роках продовжив студії у Папському богословському факультеті Терезіянум в Римі, де здобув науковий ступінь ліценціата богослов'я. Дияконські свячення отримав 25 листопада 2004 року, а ієрейські — 29 травня 2005 року.
8 квітня 2008 року о. Микола Семенишин був призначений адміністратором парафії Святого Михаїла в Порте (єпархія Пінероло, Італія), а 19 жовтня 2009 року — парафіяльним сотрудником парафії Святого Верано в Аббадіа Алпіна у тій самій єпархії. 11 жовтня 2011 року отримав призначення на посаду віцеректора Івано-Франківської духовної семінарії. 1 серпня 2013 року став особистим секретарем Блаженнішого Любомира Гузара. Звершував це служіння до 2017 року — до смерті Блаженнішого Любомира. Від 1 вересня 2017 року був духівником Київської Трьохсвятительської духовної семінарії.

## Єпископ
27 жовтня 2022 року Папа Франциск дав свою згоду на канонічний вибір ієрея Миколи Семенишина єпископом-помічником Івано-Франківської архиєпархії, який здійснив Синод єпископів УГКЦ, і надав йому титул єпископа Юнки Мавританської.
Архиєрейська хіротонія відбулася 15 лютого 2023 року в архикатедральному і митрополичому соборі Воскресіння Христового в Івано-Франківську. Головним святителем був Блаженніший Святослав, співсвятителями — владика Володимир Війтишин, архиєпископ і митрополит Івано-Франківський, і владика Богдан Дзюрах, апостольський екзарх у Німеччині та країнах Скандинавії.